# Inundaciones en China de 1931
Las Inundaciones en China de 1931 o Inundaciones del río Amarillo de 1931 fueron una serie de inundaciones que se produjeron en la República de China. Las inundaciones se consideran generalmente entre uno de los desastres naturales más mortíferos jamás registrados, y casi con toda seguridad el más mortífero del siglo XX (cuando se descuentan las pandemias y hambrunas). Las estimaciones del total de número de muertos fue de 209 558 a entre 3,9 millones y 5 millones.
A raíz de la inundación, el gobierno del Kuomintang creó organizaciones como la Comisión de Conservación del Río Huai para abordar el problema de las inundaciones. Debido a la falta de recursos y a la agitación de la segunda guerra sino-japonesa y la guerra civil china, las distintas comisiones sólo pudieron construir pequeñas represas a lo largo del río Yangtze.
Tras el final de la guerra civil, el líder del Partido Comunista Mao Zedong viajó al río Yangtsé en 1953 para apoyar la construcción de la presa de las Tres Gargantas. Según él, el proyecto iba a superar a otros grandes proyectos de la historia china como la Gran Muralla y el Canal Imperial.
Científicos y funcionarios como Chen Mingshu que expresaron dudas fueron perseguidos como "derechistas" en el marco de las "purgas" del Partido Comunista. El conocido científico y ministro de Recursos Geológicos, Li Siguang, dijo a Mao que se suicidaría si no podía impedir la construcción de la presa. El proyecto no pasó de la fase de planificación en vida de Mao. Esto se debió a la falta de recursos, las crecientes tensiones con la Unión Soviética y las desastrosas consecuencias para la economía y el malestar tras el llamado "Gran Salto Adelante". La construcción comenzó en la década de 1980 y finalizó en 2012.

## Causas meteorológicas y consecuencias físicas
De 1928 a 1930, China se vio afectada por una larga sequía. El invierno posterior de 1930 fue particularmente duro, creando grandes depósitos de nieve y hielo en áreas montañosas. A principios de 1931, la nieve y el hielo derretidos fluyeron río abajo y llegaron al curso medio del Yangtze durante un período de fuertes lluvias primaverales. Por lo general, la región experimentó tres períodos de marea alta durante la primavera, el verano y el otoño, respectivamente; sin embargo, a principios de 1931, hubo un solo diluvio continuo. En junio, quienes vivían en zonas bajas ya se habían visto obligados a abandonar sus hogares. El verano también se caracterizó por ciclónicos extremosactividad. Solo en julio de ese año, nueve ciclones azotaron la región, lo que fue significativamente superior al promedio de dos por año. Cuatro estaciones meteorológicas a lo largo del río Yangtze informaron lluvias por un total de más de 600 mm  durante el mes. El agua que fluye a través del Yangtze alcanzó su nivel más alto desde que se inició el mantenimiento de registros a mediados del siglo XIX. Ese otoño, más fuertes lluvias agravaron el problema y algunos ríos no volvieron a su curso normal hasta novrosa mar
rosamari o los estados de Nueva York, Nueva Jersey y Connecticut combinados. La marca de marea alta registrada el 19 de agosto en Hankou en Wuhan mostró niveles de agua 16 m por encima del promedio, un promedio de 1,7 m por encima del Bund de Shanghái. En chino, este evento se conoce comúnmente como 江淮 水灾, que se traduce aproximadamente como "Desastre de inundaciones de Yangtze-Huai". Sin embargo, este nombre no capta la escala masiva de las inundaciones. Las vías fluviales en gran parte del país se inundaron, particularmente el río Amarillo y el Gran Canal. Las ocho provincias más gravemente afectadas fueron Anhui, Hubei, Hunan, Jiangsu, Zhejiang, Jiangxi, Henan y Shandong. Más allá de la zona central de inundación, áreas tan al sur como Guangdong , tan al norte como Manchuria y tan al oeste como Sichuan también se inundaron.

## Número de muertos y daños
En ese momento, el gobierno estimó que 25 millones de personas se habían visto afectadas por la inundación. Desde entonces, los historiadores han sugerido que el número real puede haber sido hasta 53 millones. Las cifras estimadas de muertes también varían ampliamente. Los estudios contemporáneos realizados por John Lossing Buck alegan que al menos 150.000 personas se habían ahogado en los primeros meses de la inundación, y cientos de miles más murieron de hambre y enfermedades durante el año siguiente. Utilizando informes de los medios de comunicación contemporáneos, los historiadores chinos dirigidos por Li Wenhai han calculado el número de muertos en 422.420. Algunas fuentes occidentales alegan que el número de muertos de entre 3,7 y 4 millones de personas se basa en sus propias afirmaciones de hambruna y enfermedad. La gente de Tanka que tradicionalmente vive en barcos a lo largo del Yangtze sufrió mucho por las inundaciones.

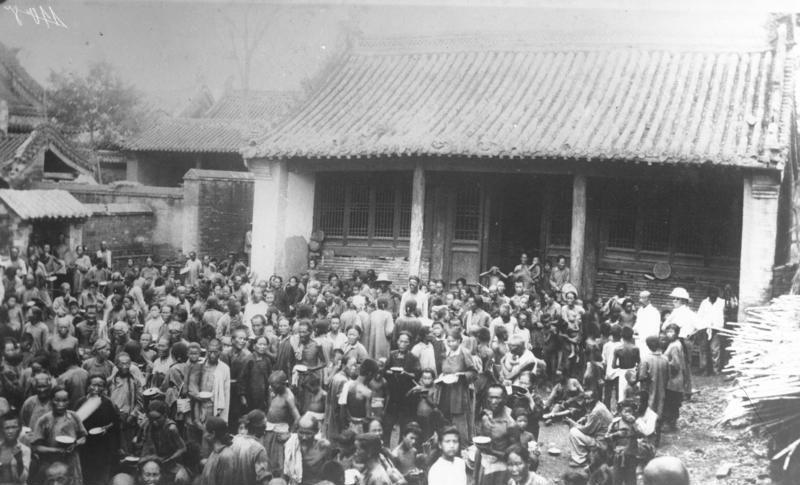
Víctimas de las inundaciones de agosto de 1931

La inundación destruyó enormes cantidades de viviendas y tierras de cultivo. En todo el valle del Yangtze, alrededor del 15% de los cultivos de trigo y arroz fueron destruidos, y la proporción fue mucho mayor en las zonas afectadas por las inundaciones. El desastre también provocó una conmoción económica con el rápido aumento del precio de los productos básicos. Los impactos ecológicos y económicos combinados del desastre hicieron que muchas áreas cayeran en la hambruna. Sin comida, la gente se vio reducida a comer corteza de árbol, maleza y tierra. Algunos vendieron a sus hijos para sobrevivir, mientras que otros recurrieron al canibalismo. El efecto más letal de la inundación fueron las enfermedades que azotaron a la población de refugiados debido al desplazamiento, el hacinamiento y el deterioro del saneamiento. Estos incluyeron cólera, sarampión, paludismo, disentería y esquistosomiasis. 
Además de inundar las zonas rurales, la inundación causó una destrucción generalizada en varias ciudades. Los refugiados habían estado llegando a la ciudad de Wuhan desde finales de la primavera. Cuando la ciudad misma se inundó a principios del verano y después de una falla catastrófica de un dique justo antes de las 6:00 a. m. del 27 de julio,: 270   alrededor de 782.189 ciudadanos urbanos y refugiados rurales se quedaron sin hogar. La inundación cubrió un área de 83 kilómetros cuadrados y la ciudad se inundó bajo muchos pies de agua durante casi tres meses.: 269–270   Un gran número de personas se reunieron en islas inundadas por toda la ciudad, y 30.000 se refugiaron en un terraplén de ferrocarril en el centro de Hankou. Con poca comida y un completo colapso en el saneamiento, miles pronto comenzaron a sucumbir a las enfermedades.

## Reconstrucción de diques en el lago Gaoyou
Thomas Harnsberger, un misionero de la Iglesia presbiteriana en Taizhou, Jiangsu, fue una de las dos figuras centrales (junto con el general Wang Shuxiang, con un doctorado en hidráulica) que supervisó la reconstrucción de los diques en el lago Gaoyou, además de asegurar los fondos para ello. Sin embargo, la inundación sigue siendo desconocida para los chinos. Steve Harnsberger, nieto de Thomas Harnsberger, escribió en 2007: "La inundación de 1931 mató a 15 veces la cantidad de personas perdidas en los tsunamis de Indonesia de diciembre de 2004 y, sin embargo, apenas se ha escrito una palabra al respecto. La historia se centró en cambio en otros desastres ese año. La atención de China estaba en una guerra civil entre comunistas y nacionalistas y los japoneses estaban invadiendo el norte, mientras que el mundo estaba sumido en la Gran Depresión ".

## Reacciones del gobierno

### Era republicana (1930-1940)
La inundación de 1931 fue una de las primeras pruebas importantes para el gobierno del Kuomintang. Cuando se hizo evidente la magnitud del desastre, el gobierno estableció la Comisión Nacional de Ayuda a las Inundaciones bajo los auspicios de TV Soong, un destacado político del Kuomintang y cuñado de Chiang Kai-shek. [27] La comisión empleó a una serie de expertos chinos y extranjeros, incluidas figuras como el famoso epidemiólogo Wu Liande, el ministro de salud Liu Ruiheng, el trabajador de salud pública John Grant y el ingeniero hidráulico Oliver Todd. También consiguió la asistencia de la Sociedad de Naciones. Incluso los famosos aviadores Charles Lindbergh y su esposa Anne Lindbergh se involucraron, ya que se les encargó realizar un estudio aéreo de la zona de inundación. Aunque Song Ziwen siguió siendo el jefe de la comisión, la gestión diaria del esfuerzo de socorro se confió a John Hope Simpson, un experto británico en refugiados. La caridad se unió para ayudar con los esfuerzos de ayuda de todo el mundo, y las comunidades chinas en el extranjero en el sudeste asiático fueron particularmente generosas. En los Estados Unidos, la célebre autora Pearl Buck escribió cuentos para fomentar las donaciones caritativas. El esfuerzo de ayuda se volvió mucho más difícil luego de la invasión japonesa de Manchuria en el otoño de 1931, lo que provocó que el mercado de bonos chino colapsara. Finalmente, el gobierno logró obtener un gran préstamo de trigo y harina de Estados Unidos. [28] A raíz del desastre, el gobierno estableció organizaciones como la Comisión de Conservación del Río Huai para abordar los problemas de inundaciones. [8] Sin embargo, debido a la falta de financiación y al caos de la segunda guerra sino-japonesa y la guerra civil china subsiguiente, las distintas comisiones solo pudieron construir pequeñas presas a lo largo del río Yangtze. [29]
Como parte de una campaña contra la superstición del Gobierno del Kuomintang, un Templo del Rey Dragón fue demolido en Wuhan poco antes de la inundación. Esta coincidencia llevó a un descontento generalizado después, ya que muchos lugareños relacionaron el desastre con la ira del Rey Dragón, una deidad que hace llover. Como respuesta, funcionarios prominentes, incluidos He Baohua, alcalde de Wuhan, y Xia Douyin, entonces comandante de la guarnición local y más tarde gobernador de la provincia de Hubei, llevaron a cabo ceremonias rituales y se inclinaron ante la deidad. Mientras tanto, muchos creían que los esfuerzos de evacuación se vieron obstaculizados por la superstición. Según un informe contemporáneo, miles "están convencidos de que Hankowestá condenado y se niega a ayudarse a sí mismo o ser ayudado. Se sientan estoicamente esperando la muerte " [30].

### Era comunista (1949-presente)
En 1953, después del final de la guerra civil china, el líder del Partido Comunista de China, Mao Zedong, viajó a áreas vecinas al río Yangtze para promover el proyecto de control de inundaciones de la presa de las Tres Gargantas. "El proyecto de la presa socialista de las Tres Gargantas debería superar a otros proyectos importantes en la historia de China, como la Gran Muralla de Qin Shi Huang y el Gran Canal de Sui Yang Di ", afirmó.
Los científicos y funcionarios que plantearon dudas, como Chen Mingshu, fueron perseguidos por ser derechistas. Li Siguang, destacado científico y ministro de recursos geológicos, dijo a Mao que se suicidaría si no podía detener la construcción de la presa. El proyecto no pasó de la etapa de planificación en la época de Mao, debido a la falta de recursos, el aumento de las tensiones entre China y la Unión Soviética y las interrupciones del Gran Salto Adelante. El proyecto se reinició en la década de 1980, y la presa hidroeléctrica Three Gorges comenzó a funcionar plenamente en 2012, convirtiéndose en la central eléctrica más grande del mundo.en términos de capacidad instalada.

## Reflejo en obras de ficción
Estas inundaciones de 1931 aparecen reflejadas por Hergé en 1934 en el álbum de Tintín El loto azul'.